# العلاقات الجورجية الفيجية
العلاقات الجورجية الفيجية هي العلاقات الثنائية التي تجمع بين جورجيا وفيجي.

## مقارنة بين البلدين
هذه مقارنة عامة ومرجعية للدولتين:
| وجه المقارنة                                              | جورجيا                          | فيجي                                                                 |
| --------------------------------------------------------- | ------------------------------- | -------------------------------------------------------------------- |
| المساحة (كم2)                                             | 69.70 ألف                       | 18.27 ألف                                                            |
| عدد السكان (نسمة)                                         | 3.72 مليون                      | 915.30 ألف                                                           |
| الكثافة السكانية (ن./كم²)                                 | 53.37                           | 50.1                                                                 |
| العاصمة                                                   | تبليسي، كوتايسي                 | سوفا                                                                 |
| اللغة الرسمية                                             | اللغة الجورجية، اللغة الأبخازية | لغة إنجليزية، اللغة الفيجية، اللغة الفيجي الهندية، اللغة الهندستانية |
| العملة                                                    | لاري جورجي                      | دولار فيجي                                                           |
| الناتج المحلي الإجمالي (بليون دولار)                      | 15.16 مليار                     | 5.06 مليار                                                           |
| الناتج المحلي الإجمالي (تعادل القوة الشرائية) بليون دولار | 35.68 مليار                     | 8.32 مليار                                                           |
| الناتج المحلي الإجمالي الاسمي للفرد دولار أمريكي          | 3.79 ألف                        | 4.96 ألف                                                             |
| الناتج المحلي الإجمالي للفرد دولار أمريكي                 |                                 | 8.79 ألف                                                             |
| مؤشر التنمية البشرية                                      | 0.754                           | 0.727                                                                |
| رمز المكالمات الدولي                                      | +995                            | +679                                                                 |
| رمز الإنترنت                                              | .ge، .გე ‏                       | .fj                                                                  |
| المنطقة الزمنية                                           | ت ع م+04:00                     | ت ع م+12:00                                                          |

## منظمات دولية مشتركة
يشترك البلدان في عضوية مجموعة من المنظمات الدولية، منها:
| علم المنظمة | اسم المنظمة                   | تاريخ انضمام جورجيا | تاريخ انضمام فيجي |
| ----------- | ----------------------------- | ------------------- | ----------------- |
|             | يونسكو                        | 7 أكتوبر 1992       | 14 يوليو 1983     |
|             | مؤسسة التمويل الدولية         | 29 يونيو 1995       | 12 يوليو 1979     |
|             | مؤسسة التنمية الدولية         | 31 أغسطس 1993       | 29 سبتمبر 1972    |
|             | منظمة التجارة العالمية        | 14 يونيو 2000       | ?                 |
|             | الاتحاد البريدي العالمي       | ?                   | ?                 |
|             | الاتحاد الدولي للاتصالات      | 7 يناير 1993        | 5 مايو 1971       |
|             | الأمم المتحدة                 | 31 يوليو 1992       | 13 أكتوبر 1970    |
|             | البنك الدولي للإنشاء والتعمير | 7 أغسطس 1992        | 28 مايو 1971      |
|             | المنظمة الهيدروغرافية الدولية | ?                   | ?                 |

## وصلات خارجية
- موقع وزارة الخارجية الجورجية
- موقع وزارة الخارجية الفيجية